# Su Csi
Lin Li-huj (林立慧, Lin Li-hui, 1976. április 16.–), ismertebb művésznevén Su Csi (Shu Qi) (舒淇) tajvani–hongkongi színésznő, modell. 2014-ben a legjobban fizetett színésznők közé tartozott Tajvanon.
Su (Shu) 2013-ban a 18., 2014-ben a 23., 2015-ben a 32., 2017-ben a 48., 2019-ben pedig a 90. helyen szerepelt a Forbes China Celebrity 100 listáján.

## Élete
A Tajpej (Taipei) megyei Hszintien (Xindian) településen (ma Hszinpej (Xinbei)) született, majd 17 évesen Hongkongba költözött, hogy filmes karriert építsen. Végül Manfred Wong hongkongi filmproducer menedzsmentje alá került, aki több III. kategóriás hongkongi filmhez szerződtette, például a Sex & Zen II (1996) című filmhez.

## Egyéb tevékenységek
Takada Kenzó 2006 és 2009 között Su Csi (Shu Qi)t választotta ki, hogy a sikeres Flower by Kenzo illat harmadik reklámkampányában szerepeljen. A Shiatzy Chen szóvivőjeként is dolgozott.
2008 óta képviseli a Frederique Constantot Ázsiában a márka nagyköveteként. 2009-ben Frederique Constanttal és a Paint-a-Smile Alapítvánnyal együtt újrafestette a pekingi gyermekkórház kardiológiai osztályának falfestményeit.
Az Emporio Armani 2010-es őszi/téli kollekciójának ázsiai nagykövete is volt. A Bulgari márka szóvivője is Kínában.

## Magánélete
Su (Shu) 2016-ban ment hozzá Stephen Fung hongkongi színész-rendezőhöz. A Bishonen című romantikus dráma forgatásán találkoztak 1997-ben, és négy évig jártak.

## Filmográfia
- A szállító (2002)

## Fordítás
- Ez a szócikk részben vagy egészben  a   Shu Qi című angol Wikipédia-szócikk fordításán alapul.  Az eredeti cikk szerkesztőit annak laptörténete sorolja fel. Ez a jelzés csupán a megfogalmazás eredetét és a szerzői jogokat jelzi, nem szolgál a cikkben szereplő információk forrásmegjelöléseként.